# Цивчинский, Николай Владимирович
Николай Владимирович Цивчинский (13 декабря 1905, Санкт-Петербург — 24 февраля 1985, Алма-Ата, Казахская ССР, СССР) — советский художник монументального и декоративно-прикладного искусства, заслуженный деятель искусств Казахской ССР (1947).

## Биография
Родился в семье офицера Владимира Николаевича Цивчинского (р.1876), сына священника Херсонской губернии, и его жены Александры Михайловны, ур.Ревнитской (р.1878), дочери статского советника.
В 1927 году окончил Украинский технологический институт керамики и стекла в городе Межегорье.
В 1927-1929 годах работал в Харьковской области на Будянском фаянсовом заводе.
С 1937 года жил и трудился в Алма-Ате, в 1937-1941 годах работал художником коврово-гобеленной фабрики.
Участвовал в Великой Отечественной войне.
С 1945 года — вновь художник коврово-гобеленной фабрики.
Скончался 24 февраля 1985 года, похоронен на Центральном кладбище Алматы.

## Творчество
Является автором первых казахстанских гобеленов «На Красной площади» (1949), «Весна» (1956), «Абай» (1956).
В области монументально-декоративного искусства оформлял Дворец металлургов в Усть-Каменогорске (1957), Дворец культуры строителей в Балхаше, кафе «Шолпан» в Алма-Ате (1961).
Наиболее значительны произведения, созданные Николаем Цивчинским в соавторстве с М. С. Кенбаевым в Алма-Ате: мозаики «Кокпар», «Кобланды» в ресторане Алма-Ата (1963), «Енлик — Кебек» на фасаде гостиницы «Алма-Ата» (1965), в кафе «Айнабулак» (1966), «Девушка с сувениром» и сграффито «Казахские народные ремёсла» для магазина «Казахстан» (1972), роспись «Казахская национальная одежда» и витраж «Одевание невесты» в Доме моделей (1969), оформление Дворца бракосочетаний (1971); в Джамбуле: роспись «Козы Корпеш — Баян сулу» в ресторане «Восток» (1968) и другие.